# Werner Boie (Offizier)
Werner Boie (* 19. Mai 1913 in Barsfleth; † 21. März 2012 in Plön) war ein deutscher Offizier der Luftwaffe der Wehrmacht und der Bundeswehr, Angehöriger von Fremde Luftwaffen Ost sowie der Organisation Gehlen.

## Werdegang
Boie wurde als Sohn eines Landwirts geboren. Er trat am 1. April 1933 in die Wehrmacht ein und absolvierte die Rekruten- und Reitausbildung in der 8. Batterie des Artillerieregiments 2 in Itzehoe. Von März bis Mai 1934 besuchte er den Unteroffizieranwärterlehrgang beim Artillerieregiment 2 in Schwerin. Anschließend übte er verschiedene Funktionen in der 5. Batterie des Artillerieregiments in Rendsburg aus und wurde am 1. April 1945 Fahnenjunker in diesem Regiment. Von Januar bis September 1936 besuchte er die Kriegsschule in Dresden und anschließend bis März 1937 die Luftwaffenbeobachterausbildung an der Fliegerschule Hildesheim. Am 1. April 1937 wurde er zum Leutnant befördert und Staffeloffizier in der 3. Staffel der Aufklärungsgruppe 52 in Cottbus und ab März 1938 in der 3. Staffel der Aufklärungsgruppe 14 (Pz). Am 1. August 1939 wurde er zum Oberleutnant ernannt. Nach Beginn des Zweiten Weltkrieges wurde er am 16. August 1940 Adjutant KOLUFT beim Oberbefehlshaber West und am 1. Mai 1941 Referent für den Einsatz und die Ausbildung des fliegenden Personals beim General der Luftwaffe beim Oberbefehlshaber des Heeres. Vom 1. Dezember 1941 bis Ende September 1942 besuchte er den Generalstabslehrgang an der Luftkriegsakademie in Berlin-Gatow. Währenddessen wurde er am 1. April 1942 zum Hauptmann ernannt. Am 1. Oktober 1942 wurde er dritter Generalstabsoffizier (Feindlage) beim XI. Fliegerkorps. Am 1. Juli 1943 wurde er Generalstabsoffizier in der V. Abteilung des Generalstabs der Luftwaffe und wurde zum Major im Generalstab befördert. Am 29. September 1942 wurde er Leiter der Gruppe Fremde Luftwaffe Ost in der V. Abteilung des Generalstabs der Luftwaffe, was er bis zu seiner Internierung in Neuengamme am 9. Mai 1945 blieb.
Im Dezember 1946 wurde Boie aus der Kriegsgefangenschaft entlassen. Im September 1947 wurde er Angestellter der Organisation Gehlen und war von on 1948 bis 1955 Referatsleiter Auswertung Luftstreitkräfte. Mit der Umwandlung der Organisation Gehlen in den Bundesnachrichtendienst am 1. April 1956 wurde auch Boie kurzzeitig BND-Angehöriger.  
Nach der Gründung der Bundeswehr trat Boie am 5. Juni 1956 wieder in die Luftwaffe ein und wurde bis 1962 Hilfsreferent (heutiger Begriff: Referent) in der Abteilung VI A 3, später Führungsstab der Luftwaffe II 2 (Fremde Luftwaffen, Militärische Sicherheit) im Bundesministerium der Verteidigung in Bonn. Währenddessen wurde er am 1. März 1957 zum Oberstleutnant und am 10. September 1959 zum Oberst ernannt und nahm vom 17. Februar bis 29. Juli 1960 am 17. Lehrgang am NATO Defense College, damals in Paris, teil. Am 1. April 1962 wurde er Regimentskommandeur des Luftwaffenausbildungsregiments 2 in Stade. Ab April 1963 war er ständiger Vertreter des Kommandierenden Generals und Chef des Stabes der Luftwaffengruppe Nord in Münster. Am 1. April 1965 war er Leiter des Militärattaché-Stabes an der Deutschen Botschaft in Washington, D.C. Nach Deutschland zurückgekehrt, wurde er Ende Dezember 1968 stellvertretender Befehlshaber und Chef des Stabes des Kommandos Territoriale Verteidigung in Bad Godesberg. In seiner letzten Verwendung war er ab Oktober 1969 bis zu seiner Zurruhesetzung am 31. März 1973 Amtschef des Streitkräfteamts.

## Ehrungen
- 1941: Eisernes Kreuz I. Klasse
- 1941: Frontflugspange für Aufklärer
- 1945: Deutsches Kreuz in Silber
- 1964: Komturkreuz Order of Service Merit (Korea)
- 1969: Legion of Merit (Degree of Officer)
- 1972: Großes Verdienstkreuz der Bundesrepublik Deutschland[3]